# Cheverny
Cheverny är en kommun i departementet Loir-et-Cher i regionen Centre-Val de Loire i de centrala delarna av Frankrike. Kommunen ligger i kantonen Contres som tillhör arrondissementet Blois. År 2022 hade Cheverny 908 invånare.

## Befolkningsutveckling
Antalet invånare i kommunen Cheverny
| Referens: INSEE |